# Plestia trimaculifrons
Plestia trimaculifrons är en insektsart som beskrevs av Frederick Arthur Godfrey Muir 1931. Plestia trimaculifrons ingår i släktet Plestia och familjen Ricaniidae. Inga underarter finns listade i Catalogue of Life.